# سیگما آتش‌دان
سیگما آتش‌دان یک ستاره است که در صورت فلکی آتشدان قرار دارد.